# Гартиг, Франц фон
Граф Франц де Паула фон Гартиг (нем.  Franz de Paula Graf von Hartig; 5 июня 1789, Дрезден — 11 января 1865, Вена) — австрийский государственный деятель, политик, публицист.

## Биография
Родился в семье Франца Антона фон Гартига, австрийского дипломата, историка, поэта, географа.
Получил отличное образование, поступил на австрийскую имперскую государственную службу. В 1825 году, в возрасте 36 лет, стал губернатором герцогства Штирия, а в 1830 году — губернатором Ломбардии (Ломбардо-Венецианское королевство).
С 1840 по 1848 год заведовал финансовым отделом Государственного совета
Австрийской империи в качестве конференц-министра. Поощрял реформы железных дорог и других экономических секторов империи.
В 1848 году оставил политику и написал несколько работ, открыто критикующих политические события в империи. Публицист, появление его книги «Genesis der Revolution in Oesterreich» («Происхождение революции в Австрии», Лейпциг, 3-е издание, 1851), описывающей начало либерального движения в Австрии, заставило его уйти в отставку.
Позже, в 1860 году был избран членом палаты господ австрийского рейхсрата до конца жизни, где принадлежал к поборникам государственного единства. Играл заметную роль в качестве члена Либерально-централистской партии.

## Награды
- Рыцарь ордена Золотого руна (1862)
- Орден Белого орла (Российская империя)
- Орден Святых Маврикия и Лазаря
- Австрийский орден Леопольда
- Орден Железной Короны 3-й степени
- Почётный гражданин Вены (1842)